# Фёллинг, Кристиана
Кристиана Фёллинг (нем. Christiane Völling) — первый интерсекс-человек, которая успешно выиграла дело о возмещении убытков по делу, возбуждённому за операцию по коррекции пола, проведённую без согласия пациента. Областной суд Кёльна присудил ей компенсацию в размере 100 000 евро.

## История
Кристиана родилась в 1959 году с половыми хромосомами ХХ и, вероятно, также с врождённой гиперплазией надпочечников. У неё были гениталии промежуточного типа, поэтому её при рождении записали и воспитывали как мальчика. У неё было раннее половое созревание, сопровождавшееся ускоренным ростом и развитием бороды.
Во время проведения аппендэктомии, в возрасте 14 лет, у Кристианы был обнаружен полный набор женских репродуктивных органов, включая яичники и фаллопиевы трубы. Хотя тестикулярной ткани не было обнаружено, ей диагностировали «наличие мужских и женских органов». Ей сообщили о наличии женских органов и сказали, что она на 60% женщина. В результате у Кристианы начались проблемы психологического характера. То, что у неё типично женский кариотип, было обнаружено в 1977 году, но ей этого не сообщили. 12 августа 1977 года в возрасте 18 лет, после того, как врачи выяснили её сексуальную ориентацию, ей была проведена операция по удалению женских половых органов, в том числе репродуктивных. В медицинских документах было записано, что цель операции была «тестоварэктомия», удаление ткани яичка и яичника, однако ткани яичка у неё не было. Запись в медицинских документах гласила, что «обнаружена нормальная женская анатомия с пре-пубертатной маткой, яичниками нормального размера и слепым концом влагалища».
Некоторое время Фёллинг продолжала жить как мужчина, но позже перешла к жизни как женщина. В 2006 году Фёллинг получила медицинскую карту и обнаружила сокрытие её диагноза и данные об операции, проведённой в 1977 году.

## Дело Фёллинг
В деле, рассмотренном 6 февраля 2008 года в окружном суде Кёльна, Фёллинг заявила, что не смогла дать согласие и полностью понять характер запланированной и проведённой операции. Она утверждала, что при надлежащем лечении она могла бы прожить жизнь как женщина, включая половую жизнь и способность к деторождению. Также она страдала от таких последствий кастрации и реконструкции мочеиспускательного канала, как постоянные инфекции мочевыводящих путей и нарушение функции мочеиспускания.
Хирург утверждал, что он опирался на диагностическую поддержку медицинских специалистов. Кроме того, он утверждал, что у Фёллинг не было «естественно женского тела», и оно подвергалось вирилизации и имело «атрофированные половые органы». По мнению хирурга, операция была выполнена после тщательного анализа всех пожеланий пациента, а основная диагностическая информация была скрыта по терапевтическим причинам, в первую очередь из-за беспокойства о её психическом здоровье.
Суд установил, что операция проводилась в отсутствие каких-либо серьёзных или острых рисков для здоровья пациента. У врача не было веских причин для того, чтобы не предоставить полную диагностическую информацию. Фёллинг была как генетически, так и физически женщиной. Обязанность информировать пациента о его диагнозах не может быть проигнорирована по терапевтическим причинам, поскольку «причина проведения операции значительно изменилась во время самой операции».
Суд постановил, что «Ответчик незаконно, преднамеренно нанёс ущерб здоровью Истца, удалив его женские половые органы» без полного согласия относительно характера, содержания и масштабов операции. В результате Фёллинг присудили возмещение ущерба в размере 100 тыс. евро.
Международная комиссия юристов описывает этот случай как «пример человека, который подвергся операции по смене пола без его полного согласия». Дело находилось в пределах, предусмотренных сроком давности.
В дополнение к делу о компенсации, Фёллинг должна была подать в суд ходатайство об официальном изменении имени и смене записи о поле в документах с мужского на женский.

## Публикации
Кристиана Фёллинг Я была мужчиной и женщиной. Моя жизнь как интерсекса. (нем. Ich war Mann und Frau. Mein Leben als Intersexuelle) — Fackelträger Verlag, 2010 — ISBN 978-3-7716-4455-0.